# Totalitarizam
Totalitarizam ili svevlast je politički sustav u kojem je vlast pod kontrolom jedne političke organizacije ili stranke koja ne prepoznaje granice svojih ovlasti. Zbog toga nastoji kontrolirati sve aspekte javnog i privatnog života. Težnju da država posve zamijeni društvo na pregnantni način je izrazio Benito Mussolini ovim riječima: "Naša formula je ova: sve u Državi, ništa izvan Države, ništa protiv Države."
Totalitarizam je do krajnosti dovedeni oblik apsolutističke vladavine; koji je moguć u industrijaliziranoj zemlji i uz jednu masovnu političku organizaciju ("partiju", u jednostranačkom sustavu) čiji pripadnici predano podupiru režim.
Totalitarne države su redovito organizirane kao diktature; nekada je na čelu jedan diktator, a nekada oligarhija.
Totalitarne države su organizirane kao policijske države i često sadrže elemente sustavnog državnog zločina i/ili represije nad svim protivnicima režima.
Totalitarni režimi dolaze na vlast revolucijama, putem državnih ili vojnih udara, nakon vojnih intervencija ili na višestranačkim demokratskim izborima.
Totalitarna vlast označava suzbijanje, ograničavanje slobode govora i slobode tiska. Vlast u totalitarnim državama kontrolira gospodarstvo, slobodu govora, a po potrebi koristi i teror, primjerice pomoću svoje policije, tajne policije te poluvojnih organizacija.
Totalitarizam predstavlja suprotnost modernom principu otvorenog pluralističkog društva i pravne države.

## Povijest izraza
Pojam totalitarizma kao "totalne" političke moći države prvi koristi 1923. godine talijanski liberal Giovanni Amendola koji je s kritičkih pozicija opisao fašizam u Italiji za vrijeme Mussolinija, kao fundamentalno drugačije diktature od uobičajenih.
Posvajajući termin, Mussolini pred svojim pobornicima na Fašističkom kongresu u Rimu 1925. godine govori o "žestokoj totalitarnoj volji" ("feroce volontà totalitaria") fašističke stranke.
Totalitarizam je potom od strane talijanskog profašističkog filozofa Giovannia Gentilea opisan kao nešto pozitivno, te se kod njega koristi izraz totalitario za opisivanje strukture i ciljeva tadašnje vlasti u Italiji. Gentile 1932. godine u "Talijanskoj enciklopediji", u članku "Fašizam (doktrina)" piše: "... za fašistu sve je u Državi i ništa ljudsko i duhovno ne postoji ili ima vrijednost izvan Država. U tom smislu fašizam je totalitaran...". Totalitarna fašistička država promicala je totalno predstavljanje nacije i totalno vodstvo prema ciljevima nacije. Totalitarizam je opisao kao vrstu vladanja gdje ideologija i država imaju neograničenu moć nad većinom građana.
Komunistički režimi su odbacivali karakterizaciju da bi bili totalitaristički: građanin Njemačke Demokratske Republike koji bi svoju zemlju nazvao "totalitarnom državom" bi vrlo lako završio - u zatvoru; a tako bi i danas prošao npr. građanin Kube koji bi tvrdio da je režim te države išta manje nego vrlo napredna demokracija.
Predsjednik Sjedinjenih Američkih Država Harry S. Truman je izraz "totalitarni režimi" koristio kao opis komunističke vladavine, u svojoj adresi Kongresu SAD-a iz ožujka 1947. godine, kasnije nazvanom "Trumanova doktrina" - dokumentu koji će bitno obilježiti američku vanjsku politiku tijekom čitavog Hladnog rata.

## Razlika između autokratskih i totalitarnih država
Izraz "autokratski režim" odgovara državi gdje pojedinac - diktator, komitet ili hunta imaju monopol nad državom. Izraz "autokratski" više odgovara strukturi vlasti nego strukturi društva. Totalitarizam, za razliku od autokracije, želi kontrolirati više od same vlasti: državnu ekonomiju, obrazovanje, umjetnost, znanost, osobni život i moral građana - primjerice putem indoktrinacije.
Talijanski autor Gianpasquale Santomassimo piše 2002. godine da se talijanski fašizam - kao jedan od najranijih primjera totalitarizma - "jasno razlikuje od čistog i jednostavnog autoritarnogrežima one vrste kakva je postojala u devetnaestom stoljeću, koji se ograničavao na onemogućavanju izražavanja opozicijskih stajališta. Fašizam nije zahtijevao samo pasivni posluh, nego jednu aktivnu mobilizaciju koja je bila organizirana odozgo ... prihvaćajući činjenicu da narodne mase učestvuju u životu nacije, on ih je nastojao uokviriti u podređene forme participacije na kapilarnom nivou, i tražio od njih aktivnu suglasnost politici režima."

## Karakteristike totalitarnih država
Mnoge totalitarne države pokazuju sasvim određene zajedničke karakteristike, kao što su:
- nametanje službene vladajuće ideologija koju se ne smije kritizirati, kao na primjer, nacionalsocijalizam ili marksizam,
- prisutnost jedne - i jedine dopuštene - masovne vladajuće stranke, koja je prisutna u svakom djeliću zemlje i u svakoj značajnijoj ustanovi, gospodarskoj i društvenoj organizaciji ("jednopartijski sustav"),
- monopolistička kontrola vojske i snaga sigurnosti od strane vladajuće stranke,
- novinarstvo je uvelike pod utjecajem diktatora ili vladajuće stranke. Sloboda izražavanja je potisnuta cenzurom; koja s vremenom postaje autocenzura,
- pomoću širokog korištenja doušnika, tajne policije ili političke policije, izazivajući kod stanovništva strah od uhićenja i represije, nastoji se stanovništvu onemogućiti neovisno javno razmišljanje i zastrašuje se ljude - tzv. teror,
- centralizirana kontrola cjelokupnog gopodarstva,
- koncentracija vlasti u rukama diktatora ili oligarhije koja ne odgovara nikome i koju se političkim sredstvima ne može smijeniti,
- subordinacija pojedinca u zajednicu (nacionalnu zajednicu, besklasno društvo, diktatura proletarijata). Kolektivizam dovodi do represija pojedinca s gubitkom osobnih sloboda,
- nepostojeća dioba vlasti; zakonodavna, izvršna i sudska vlast nisu nezavisne i odvojene jedne od drugih nego se nalaze u rukama dikatatora ili vladajuće partije,
- vladari (tj., diktator ili jedina stranka) nastoje nadgledati stanovništvo svoje države, tako da pojedincu oduzimaju prostor za privatnost,
- vlast želi kontrolirati razmišljanja i osjećaje ljudi korištenjem sredstava propagande i odgoja što uključuje konstantnu indoktrinaciju i manipulacije "od kolijevke do groba",
- uskraćivanje građanskih sloboda ili kršenje ljudskih prava, slobode medija, slobode vjeroispovijesti, slobode umjetnosti i znanstvenog istraživanja,
- sloboda udruživanja je vrlo ograničena: građani se smiju udruživati jedino pod potpunom kontrolom vladajuće stranke,
- kažnjavanje disidenta u koncentracijskim logorima, gulazima, političkom zatvoreništvu i mučenjem,
- militarizam u svakodnevnom životu stanovništva, agresivna vanjska politika,
- totalitarna država u pravilu svojim građanima zabranjuje da napuste državni teritorij, osim uz specijalne dozvole koje se daju samo provjerenima - tj. ponaša se kao da je ona vlasnik svojih stanovnika.

Prvih šest ovdje navedenih karakteristika nalazimo u djelu "Totalitarna diktatura i autokracija" ("Totalitarian Dictatorship and Autocracy") iz 1956. godine, u kojem su američki povjeničari Carl Friedrich i Zbigniew Brzezinski dali do danas najkorišteniji "test" za prepoznavanje totalitarnih režima.
Hannah Arendt ukazuje 1979. godine da je s totalitarizmom nužno povezano propagandno iskrivljavanje stvarnosti: "Prije nego vođe masa prigrabe moć kako bi prilagodili stvarnost svomi lažima, njihova propaganda je označena ekstremnim prijezirom prema činjenicama, jer prema njihovom viđenju činjenice u potpunosti ovise o moći čovjeka koji ih može smisliti... Idealni podanici totalitarne vladavine nisu uvjereni nacisti ili uvjereni komunisti, nego ljudi za koje razlika između stvarnosti i fikcije (tj., stvarnost životnog iskustva) više ne postoje."

## Rane kritike totalitarizma
Prve kritike totalitarastičkih sustava nalazimo ubrzo nakon njihove uspostave.
Iz relativne sigurnosti vatikanskih zidova usred Italije pod fašističkim režimom, objavljuje papa Pio XII. 1939. godine encikliku Summi Pontificatus, gdje o totalitarizmu - iz svojeg položaja vjerskog vođe koji progovara o pitanjima javnog morala - progovara o stajalištu (svih) totalitarnih režima, da je državna vlast neograničena i da uopće ne postoje ljudska prava i slobode koja bi Državu (tj. totalitarni režim) mogle ograničavati (Pio XII. govori o "višem zakonu koji dolazi od Boga", nije se o ljudskim pravima u ono doba govorilo istom terminologijom kao danas) u prisvajanju novih ovlasti nad ljudima i društvom:
"Postoji međutim daljnja zabluda koja nije manje pogubna za dobrobit naroda i blagostanje tog velikog ljudskog društva koje okuplja i u sebe prihvaća sve rase. Riječ je o zabludi sadržanoj u idejama koje ne oklijevaju da rastave građansku vlast od svake ovisnosti o Višnjem Biću - primarnom izvoru i gospodaru čovjeka i društva - i od svakog ograničenja što proizlazi iz višeg zakona koji dolazi od Boga kao svojeg prvog izvora. Stoga oni pripisuju građanskoj vlasti neograničene ovlasti koje stoje na raspolaganju promjenjivim plimama ljudske volje, ili dikatima slučajnih historijskih prohtjeva, ili interesima jedne manjine... Istina je da moć postavljena na tako slabe i nepouzdane temelje može na stanovito vrijeme, pod povoljnim okolnostima, postići materijalni uspjeh koji će pobuditi divljenje u površnih promatrača... kada se neograničena vlast predaje Državi kao ovlaštenom od naroda, države, ili čak društvenog reda ... kada Država prisvaja pravo na privatna poduzeća i na njihovo vođenje, ona ... mogu biti zakinuta na štetu interesa javnog dobra, time što su iščupana od svojih prirodnog okoliša, tj. od odgovorne privatne poduzetnosti ... izložena je opasnosti i primarna i bitna ćelija društva, obitelj, kada se zaboravi da ona po prirodi prethodi Državi ... Nitko s dobrom voljom i vizijom ne misli zanijekati Državi, u iznimnim uvjetima svijeta danas, na odgovarajući način proširena i izvanredna prava da izađe u suret potrebama naroda. Međutim čak i u takvim iznimnim okolnostima, moralni zakon uspostavljen od Boga zahtijeva da zakonitost svake takve mjere i njene istinske nužnosti bude izložena najrigoroznijem ispitivanju s gledišta standarda javnog dobra."
Iz znanstvenih krugova je prava kritika totalitarizma došla tek s krajem II. svjetskog rata, kada je objavljena knjiga Austrijsko-britanskog filozofa Karla Poppera "Otvoreno društvo i njegovi neprijatelji") ("The Open Society and Its Enemies") gdje filozofski praizvor totalitarizma pokušava tražiti u prošlosti -do koncepta iz Platonove "Države". Hannah Arendt piše utjecajnu knjigu "Porijeklo totalitarizma" ("The Origins of Totalitarianism") 1951. godine. Iz redova umjetnika je kritika uobličena nešto ranije - kako vidimo u primjeru američkog filma (komedije) Ninotchka iz 1939. godine, gdje se prikazuje realnost života u totalitarnom Sovjetskom Savezu.

## Hrvatska iskustva pod totalitarnim režimima
Hrvatska je vrlo dugo bila podvrgnuta totalitarnim režimima, od 1941. do 1945. za vrijeme NDH (Istra, Rijeka, Zadar i jedan broj jadranskih otoka bio je između dva svjetska rata - tada u sastavu Italije - zahvaćen vlašću talijanskog fašističkog režima od njegovih početaka; talijanski fašisti su do 1943. godine držali pod okupacijskom vlašću dio NDH zapadno od linije Karlovac - Mostar)  i potom od 1945. do 1990. za vrijeme jugoslavenske komunističke vladavine (SRH u SFRJ).
Vijeće Europe je 2006. godine izglasalo posebnu Rezoluciju 1481 o potrebi međunarodne osude zločina totalitarnih komunističkih režima. Hrvatski sabor je iste godine donio Deklaraciju o osudi zločina počinjenih tijekom totalitarnog komunističkog poretka u Hrvatskoj 1945. – 1990. u kojoj je navedeno da su totalitarni komunistički režimi bili, bez iznimke, označeni masovnim povredama ljudskih prava. U Hrvatskoj i u većini europskih država obilježava se 23. kolovoza Europski dan sjećanja na žrtve svih totalitarnih i autoritarnih režima kao spomendan u Republici Hrvatskoj i europski je dan sjećanja na žrtve totalitarnih diktatura u Europi u 20. stoljeću.
Ima doduše autora, koji tvrde da je Jugoslavija prestala biti totalitarnom onog časa kada je prestala biti vanjskopolitički ovisna o Sovjetskom savezu - naime prema nekima samo Sovjetski Savez, Kina, Japan i Njemačka imaju takav globalni značaj da bi ih se moglo prepoznavati kao prave totalitarne države (prema takvim teorijama, čak bi i Mussolini postao totalitarni vladar tek kada je 1943. godine postao ovisan o Hitleru; a ne bi totalitarne države bile ni današnja Kuba i Sjeverna Koreja). Stoga bi prema takvim autorima Jugoslavija nakon 1948. godine bila primjer manje važne "autoritarne diktature". Sergej Flere 2011. god. iznosi kako je komunistička Jugoslavija 1940.- ih svakako uspostavljena kao totalitarna država, ali problematizira je li ispravno takvom je nazivati za razdoblje od 1960.-ih godina nadalje.

## Vanjske poveznice
1. "Potencijali političkoga i radikalno Zlo totalitarizma (izazovi političkog mišljenja Hannah Arendt)", Luka Ribarević, „Politička misao“, Vol.41 No.2, siječanj 2005.
2. "Totalitarizam i egzistencija. Prilog razumijevanju pojma osobne odgovornosti kod Hanne Arendt", Boško Pešić, Filozofska istraživanja, Vol.33 No.4, ožujak 2014.
3. „Pojam totalitarizma“, Claude Lefort, Politička misao, Vol.48 No.3, studeni 2011.
4. Rezolucija Europskog parlamenta od 19. rujna 2019. o važnosti europskog sjećanja za budućnost Europe  (u svezi obilježavanja Europskog dana sjećanja na žrtve svih totalitarnih i autoritarnih režima)